# Dewey Jackson
Dewey Jackson (*  21. Juni 1900 in St. Louis; † 1. Januar 1994 ebenda) war ein US-amerikanischer Trompeter, Kornettist und Bandleader des New Orleans Jazz und des Swing. 

## Werdegang
Dewey Jackson begann seine Karriere als Profimusiker schon früh mit der Odd Fellows Boys’ Band (1912), mit Tommy Evans (1916–17) und mit George Reynolds Keystone Band. Er spielte auch mit Charlie Creath auf Dampfschiffen, danach leitete er sein eigenes Ensemble, die Golden Melody Band, von 1920 bis 1923. Bis in die frühen 1940er Jahre setzte er seine Auftritte auf den Flussschiffen, wie der SS Capitol, mit eigenen Bands fort; arbeitete daneben auch als Sideman von Charlie Creath und Fate Marable. 1926 spielte er für vier Monate mit Andrew Preer im Cotton Club in New York City; im selben Jahr nahm er mit seinem Peacock Orchestra in St. Louis den „Capitol Blues“ auf.
Jackson hatte in den 1940er Jahren sonst nur wenige Auftritte in den Clubs von St. Louis; in den 1950ern kehrte er auf die Musikszene zurück und spielte mit Singleton Palmer und Don Ewell und in den 1960ern Dixieland. Mitspieler waren Pops Foster, Willie Humphrey, Don Stovall und Clark Terry. Als Leader nahm er nur vier Plattenseiten im Jahr 1926 auf. 1952 entstanden noch Liveaufnahmen mit Don Ewell.
Trotz seiner wenigen Aufnahmen gehört Dewey Jacksons Peacock Orchestra zu den führenden Vertretern des frühen Jazz in St. Louis, die die neue Musikform von ihrem Ursprung aus in den Vereinigten Staaten popularisierten.

## Diskographische Hinweise
- Live at the Barrel (Delmark, 1952)